# Lecanorchis neglecta
Lecanorchis neglecta är en orkidéart som beskrevs av Rudolf Schlechter. Lecanorchis neglecta ingår i släktet Lecanorchis och familjen orkidéer. Inga underarter finns listade i Catalogue of Life.